# Mamacita (Tyga, YG e Santana)
Mamacita è un singolo dei rapper statunitensi Tyga, YG e Santana, pubblicato il 25 ottobre 2019 su etichetta Last Kings.

## Tracce
1. Mamacita – 3:22